# Зотин, Владислав Максимович
Владислав Максимович Зотин (род. 22 мая 1942, с. Килемары, Килемарский район, Марийская АССР, РСФСР, СССР) — советский и российский государственный и политический деятель. Председатель Верховного Совета Марийской АССР с 22 августа 1990 по 24 декабря 1991. Президент Республики Марий Эл с 24 декабря 1991 по 14 января 1997.

## Биография
Родился в селе Килемары Марийской АССР. По национальности горный мариец. Отец Максим Петрович работал редактором Килемарской районной газеты, осенью 1943 года погиб на фронте в Белоруссии. Мать Зоя Ивановна — учительница сельской школы. Детство прошло в деревне Янькино Горномарийского района.

### Образование
В 1959 году окончил Еласовскую среднюю школу.
Окончил Московский институт инженеров сельскохозяйственного производства в 1965 году и Высшую партийную школу при ЦК КПСС.

### Трудовая деятельность
Трудовую деятельность начал в 1959 году прицепщиком колхоза им. Горького Еласовского района Марийской АССР. После окончания института в 1965—1967 годах работал главным инженером производственного управления сельского хозяйства Параньгинского района Марийской АССР.

### Политическая деятельность
Был первым секретарём райкома комсомола, заместителем председателя и председателем райисполкома, секретарём Марийского обкома ВЛКСМ, заместителем председателя, c июня по декабрь 1991 года — председателем Верховного Совета Марийской АССР.
С 1991 года по январь 1997 года — Президент — Глава Правительства Марийской ССР (с 12 января 1993 года — Республики Марий Эл). Во время его торжественной инаугурации в роли президента в здании Марийского национального театра его благословил Епископ Казанский и Марийский Анастасий и, по настоянию последователей марийской традиционной религии, Верховный жрец общества «Ошмарий-Чимарий» Александр Юзыкайн. С 1996 года являлся членом Совета Федерации по должности, был членом Комитета по вопросам безопасности и обороны.
В 1995 году инициировал открытие Института государственной службы при Президенте Республики Марий Эл. Целью его создания была подготовка и переподготовка управленческого персонала. На его базе прошли переподготовку множество молодых специалистов, работающих в различных структурах власти и предприятиях республики на заочном отделении института. На очном отделении в 1995 году была сформирована первая группа студентов (30 человек, отобранных на вступительных экзаменах), которых обучали лучшие специалисты всех действующих вузов столицы Республики Марий Эл. Так же были приняты на очное отделение института студенты в 1996 и 1997 году. В конце учебного 1997 года, когда Президентом РМЭ стал В. А. Кислицын, им было принято решение о закрытии Института государственной службы и управления; студенты были переведены в Марийский государственный технический университет на соответствующий курс по специальности «Государственное муниципальное управление».
В 1996 году В. Зотин предпринял попытку сорвать выборы, чтобы остаться у власти. Против его основного противника Вячеслава Кислицына было возбуждено уголовное дело, сам Кислицын был снят с должности главы Медведевского района. Однако суд вскоре прекратил дело.
Позже президент попытался устранить Маркелова и Кислицына с выборов, сославшись на незнание ими государственных языков республики. Однако местный центризбирком не счёл это достаточным основанием для снятия с выборов.
20 декабря 1996 года в телеэфире президент огласил указ о переносе выборов на неопределённый срок. Местный центризбирком принял постановление, которое квалифицировало это как попытку срыва выборов.
Попытка срыва выборов стала причиной возбуждения 31 декабря 1996 года уголовного дела против президента за превышение полномочий и препятствование осуществлению избирательных прав граждан. Однако 14 мая 1997 года дело прекратили по состоянию здоровья Зотина и так как его действия «не имели серьёзных последствий».
4 июля 2017 года временно исполняющий обязанности главы Марий Эл Александр Евстифеев указом утвердил Владислава Зотина членом Общественной палаты Республики Марий Эл. 10 июля 2017 год избран председателем Общественной палаты Республики Марий Эл.

## Семья
Женат, имеет двоих сыновей.